# Elle (tijdschrift)
Elle is een maandelijks modetijdschrift dat in diverse landen verschijnt. De naam van het blad is Frans voor de derde persoon enkelvoud "zij" en richt zich tot vrouwen tussen 20 en 35 jaar. Het tijdschrift is Frans van oorsprong en werd opgericht in 1945 door Pierre Lazareff en zijn vrouw Hélène Gordon. Het wordt uitgegeven door Hachette. In 1981 kochten Daniel Filipacchi en Jean-Luc Lagardère alle Hachette-tijdschriften op, waaronder Elle. Het maandblad werd eerst uitgebracht in de Verenigde Staten, waarop vele landen en verschillende edities volgden.

## Nederlandse editie
De eerste Nederlandse editie van Elle verscheen in september 1989 op initiatief van Liesbeth Hendrikse (1954-1998). Zij werd de eerste hoofdredactrice. Op 1 november 1994 werd ze opgevolgd door Simone Koudijs, die van het feministische maandblad Opzij kwam. In 1996 jaar werd José Rozenbroek benoemd tot nieuwe hoofdredacteur. Cécile Narinx volgde haar in 2004 op. In 2015 werd Hilmar Mulder hoofdredactrice, maar ze werd datzelfde jaar vervangen door Edine Russel. In 2009 vierde de Nederlandse editie van het blad haar 20-jarige bestaan met het Nederlandse model Doutzen Kroes op de cover van het jubileumnummer.
Betaalde oplage volgens HOI, Instituut voor Media Auditing:
- 2012: 89.492
- 2013: 85.219
- 2014: 80.021
- 2016: 64.962
- 2017: 54.352
- 2018: 43.109
- 2019: 26.508
- 2020: 24.274
- 2024: 17.529[3]

Elle heeft rubrieken voor columns, reportages, mode en beauty. Op de website zijn de pijlers mode, catwalk, beauty, lifestyle, eten, wonen, tv, horoscoop en shopping. Ook worden er evenementen georganiseerd, zoals de Elle Style Awards. Het tijdschrift heeft ook onderbladen, zoals Elle Decoration en Elle Eten. Het onderblad Ellegirl voor meisjes van 12 tot 18 jaar bestaat niet meer op papier, maar wel nog online.